# زکیه داود
زکیه داود (عربی: زكية داود)؛ (زاده: ۱۹۳۷) یک نویسنده فرانسوی- مراکشی است که در برنی، ار فرانسه زندگی می‌کرد. نام واقعی او ژاکلین دیوید است که به همین دلیل بوی زکیه داود میگ‌ویند. خودش در این رابطه می‌گفت: این نام، در حقیقت، ترجمه واقعی از نام اصلی من، ژاکلین دیوید است. پس از یک سال، من شهروندی مراکش را گرفتم و به تدریج ژاکلین به زکیه تبدیل شد و من این نام مستعار را از سال ۱۹۶۳ تا ۱۹۶۶ بر اساس درخواست مدیر مجله جان افریک زمانی که برای او گزارش تهیه می‌کردم انتخاب کردم.

## تألیفات
از زکیه داود آثار بسیاری منتشر شده که از جمله:
- زینب ملکه مراکش (۲۰۰۴)
- عبدالکریم الخطابی: حماسه طلا و خون (۱۹۹۹)
- مراکش از کرانه‌ای دیگر
- زینب ملکه مراکش

## جوایز
- زکیه داود در همکاری با عبدالآله بالملیح، جایزه کتاب مراکش را برای سال ۲۰۰۵ در رده علوم انسانی به دست آورد
- او همچنین جایزه اطلس بزرگ ۲۰۰۹ را به‌خاطر کتاب خود بنام سالهای هزار که داستان تجارب رسانه‌ای او را ارائه می‌دهد، به دست آورد.